# Emil Artin
Emil Artin   (Viena, 3 de març de 1898 - Hamburg, 20 de desembre de 1962) va ser un matemàtic austríac.

## Vida
Artin va néixer a Viena, fill d'un marxant d'art i d'una cantant d'opereta. El seu pare va morir el 1906 quan ell era molt petit i, en casar-se la seva mare amb un pròsper industrial anomenat Rudolf Hübner, van anar a viure a Bohèmia, a la localitat de Reichenberg (coneguda com la Manchester bohèmia i avui anomenada Liberec, a Txèquia) on el jove va ser escolaritzat fins a acabar els estudis secundaris el 1916, excepte un curs en que va estudiar a França. Durant aquests anys, les seves passions van ser la química i la música. El 1916 es va matricular a la universitat de Viena, però poc després va ser reclutat per l'exèrcit austríac amb motiu de la Primera Guerra Mundial.
El gener de 1919, un cop acabada la guerra, va ingressar a la universitat de Leipzig on va estudiar matemàtiques sota la direcció de Gustav Herglotz i amb qui va fer progressos molt ràpids, ja que el 1921 va obtenir el doctorat. El curs següent va fer estudis post-doctorals a la universitat de Göttingen, on va entrar en contacte amb l'obra sobre cossos algebraics de Teiji Takagi, qui havia estat alumne a Göttingen uns anys abans.
El 1923 va obtenir l'habilitació docent a la recent creada universitat d'Hamburg. El 1925 va ser promocionat a professor associat i aquell estiu, amb sis companys wandervogel, va fer una expedició a Islàndia en la que van explorar a peu més de 400 quilòmetres del nord de la isla. A la universitat, juntament amb Erich Hecke i Wilhelm Blaschke, va dirigir el Seminari de Matemàtiques durant onze anys.
El 1929 s'havia casat amb la seva alumna, Natalie Jasny, (després coneguda en el món matemàtic com Natascha Artin Brunswick) filla d'un economista jueu rus, i el 1933, quan els nazis van arribar al poder, va començar a tenir problemes per aquest matrimoni amb una jueva. Malgrat tot, va tenir certa protecció de Blaschke, que el va autoritzar a no començar les seves classes amb l'obligatori Heil Hitler!. Finalment, el 1937 va ser desposseït per les autoritats del seu càrrec docent i va emigrar als Estats Units. Gràcies a la intervenció de Solomon Lefschetz, un altre matemàtic rus emigrat a Amèrica el 1905, va obtenir immediatament una plaça docent a la universitat de Notre Dame.
El curs següent va ser contractat per la universitat d'Indiana, en la qual va romandre fins al 1946, any en què es va traslladar a la universitat de Princeton, on va ocupar càtedres de la màxima rellevància. El curs 1956-1957 va prendre un any sabàtic per retornar a la docència a la seva antiga universitat d'Hamburg, i el 1958, en haver-se desfet el seu matrimoni, va retornar definitivament a Hamburg. Va ser professor a Hamburg fins a la seva sobtada i inesperada mort el 1962.
A Hamburg vivia amb la matemàtica Hel Braun i, en morir, va ser enterrat al cementiri d'Ohlsdorf d'Hamburg, però el 1988 les seves despulles, juntament amb les de la seva mare, van ser traslladades a un cementiri a prop de Viena.

## Obra
Artin va ser un dels més importants algebristes del segle xx, exposant l'àlgebra i la geometria com les dues cares de la mateixa estructura. Diversos teoremes i altres objectes matemàtics porten el seu nom. El seu camp de treball més intens va ser la teoria de cossos de classes. Els seus teoremes en la teoria de cossos reals el van conduir a la resolució del 17é problema de Hilbert i l'aplicació de la seva llei de reciprocitat a les extensions abelianes li va permetre respondre, ni que fos parcialment, el 9é problema de Hilbert, essent l'únic matemàtic que ha resolt dos dels vint-i-tres problemes de Hilbert.
També va treballar en el camp de l'aritmètica dels nombres hipercomplexos, de la teoria de grups i de la topologia.
Els seus llibres més notables son Galois Theory (1942), Geometric Algebra (1957) i Class field theory (1961, conjuntament amb John Tate). També va publicar una cinquantena d'articles científics. A més, es van publicar durant la seva vida una desena de notes de classe dels seus cursos. El 1965, els seus deixebles Serge Lang i John Tate, van editar els seus Collected Papers.